# Formentera del Segura
Formentera del Segura è un comune spagnolo situato nella comunità autonoma Valenciana.